# Palacio de los Shirvansháhs
El Palacio de los Shirvansháhs (en azerí Şirvanşahlar sarayı) es el mayor monumento de la rama Shirván-Absherón de la arquitectura de Azerbaiyán, situado en la Ciudad Interior de Bakú. El complejo contiene el principal edificio del palacio, Divankhane, las criptas de enterramiento, la mezquita del shah con un minarete, el mausoleo de Seyid Yahya Bakuvi, un portal en el este –la puerta de Murad–, una presa y los restos de la casa de baños. 
El palacio, junto con la Torre de la Doncella y el resto de recinto amurallado de Bakú fue inscrito como Patrimonio de la Humanidad de la Unesco en 2000.
El palacio está representado en el anverso del billete de 10 000 manat de 1994-2006, y del billete de 10 manat emitidos desde 2006.

## Historia
En el siglo XV la dinastía Shirvanshah bajo Ibrahim I de Shirván transfirió la capital del país de Shemakha a Bakú, y emprendió la construcción del «palacio». Se cree que el edificio es un complejo memorial construido alrededor de un lugar sagrado de veneración (pir) y una tumba de Seyyid Yahya Bakuví quien era un santo sufí helwatí. Los Shirvansháhs eran patrones de la orden sufi jalwatí y el Shirvanshah Jalilulah I fue enterrado con su familia en los terrenos del palacio. Otros historiadores argumentan que el edificio fue usado como el palacio del gobernador, sin embargo ambas teorías padecen ausencia de evidencia. Se sabe sin embargo que los pozos dentro del terreno del palacio eran considerados como con cualidades sanadoras hasta hace poco, lo mismo que la colina donde fue construido el «palacio».
Tras la conquista safávida de Bakú en 1501, la orden sufí fue expulsado y a lo largo de los siglos el «palacio» empezó a caer en ruina, y fue conocido en Bakú como el palacio de los khanes de Bakú; este topónimo pasó a la historiografía rusa, citada por vez primera por Bartold.

## Arquitectura
El edificio principal del complejo fue comenzado en 1411 por Shirvanshah Sheykh Ibrahim I. El edificio de dos plantas del palacio alcanza el medio centenar de construcciones de distintas dimensiones y contornos, relacionadas entre sí mediante tres estrechas y sinuosas escaleras. El gran portal apuntado conduce directamente desde el patio a la segunda planta, en un alto alojamiento de alta octaédrica cubierto con una cúpula. Un pequeño vestíbulo, también octogonal, está ubicado detrás de él, lo conecta con el resto de los alojamientos en el palacio.
Divankhane es un pequeño pabellón de piedra. Está situado dentro de un pequeño patio rodeado por una galería en arcada en tres lados. El pabellón Divankhana está formado por un salón central octaédrico con una cúpula de piedra tanto dentro como fuera. El alto portal, bien proporcionado, de la entrada principal está decorado con un ornamento e inscripción arábiga. El ornamento presenta hojas de vid y de higuera entrelazadas. El portal está también decorado con dos medallones dentro de los cuales hay inscripciones en árabe cúfico.
El mausoleo de los Shirvanshahs es de forma regular y coronada con una cúpula hexaédrica que está decorada desde el exterior con estrellas multiradiales. La inscripción de la puerta de entrada indica el propósito del edificio, Jalilulah I, el gran sultán, gran shirvanshah, el tocayo del divino profeta, el defensor de la religión ordenó construir esta ligera cripta de enterramiento para su madre e hijo en 839 (1435-1436). En dos medallones con forma de gota hay inscripciones con el nombre del arquitecto: Memar Ali (arquitecto Alí).
La mezquita palacio (Años 1430) está situada en el patio inferior del complejo. La sencillez de sus volúmenes prismáticos, completado con dos cúpulas ligeramente apuntadas, está sombreada por una bien proporcionada línea vertical del minarete que se alza en la esquina noreste del edificio. Hay dos capillas para oración en la mezquita: una sala de gran tamaño para los hombres y una sala de menor tamaño para las mujeres, también un par de habitaciones secundarias. Hay una inscripción bajo el cinturón de estalactitas del minarete que dice El mayor sultán Jalilulah I ordenó construir este minarete. Que Alá exalte los días de su gobierno y reino. Año de 845 (1441-1442). 
El Mausoleo de Seyid Yahya Bakuvi está situado en la parte meridional del complejo. Seyid Yahya Bakuví fue un erudito real en la corte de Shirvanshah Jalilulah. El mausoleo es de forma octaédrica con una marquesina de idéntica forma. En parte es terreno y en parte subterráneo. La parte superior del mausoleo servía para llevar a cabo los ritos de culto, y la parte inferior alberga la bóveda sepulcral. Hay tres pequeñas ventanas apuntadas con una barra de piedra- shabaka en los límites sur, este y oeste del mausoleo. 
El complejo del palacio de los Shirvansháhs también incluye el portal de las Puertas Orientales, el así llamado Puerta del sultán Murad (1585). Fue construido dentro de las paredes de la ciudadela bastante más tarde que todas las otras construcciones de las otras construcciones del complejo durante la ocupación otomana de 1585-1603. Ellos nombraron las puertas en honor del sultán Murad III.
La casa de baños del palacio está situada en la terraza inferior del complejo. Fue descubierta en 1939 y se remonta al siglo XVII. Las excavaciones arqueológicas pusieron al descubierto una gran casa de baños formada por 26 habitaciones. Sobre la base de los restos supervivientes de las paredes de la casa de baños uno puede decir que sus habitaciones solían estar cubiertas con cúpulas y la luz penetraba a través de aberturas en las cúpulas. La casa de baños estaba semi-enterrada para mantener el calor en el invierno y el frescor en el verano.
El palacio de los Shirvansháhs fue declarado un museo-reserva en 1964 y fue tomada bajo la protección estatal. Se están llevando a cabo grandes obras de restauración.

## Galería de imágenes

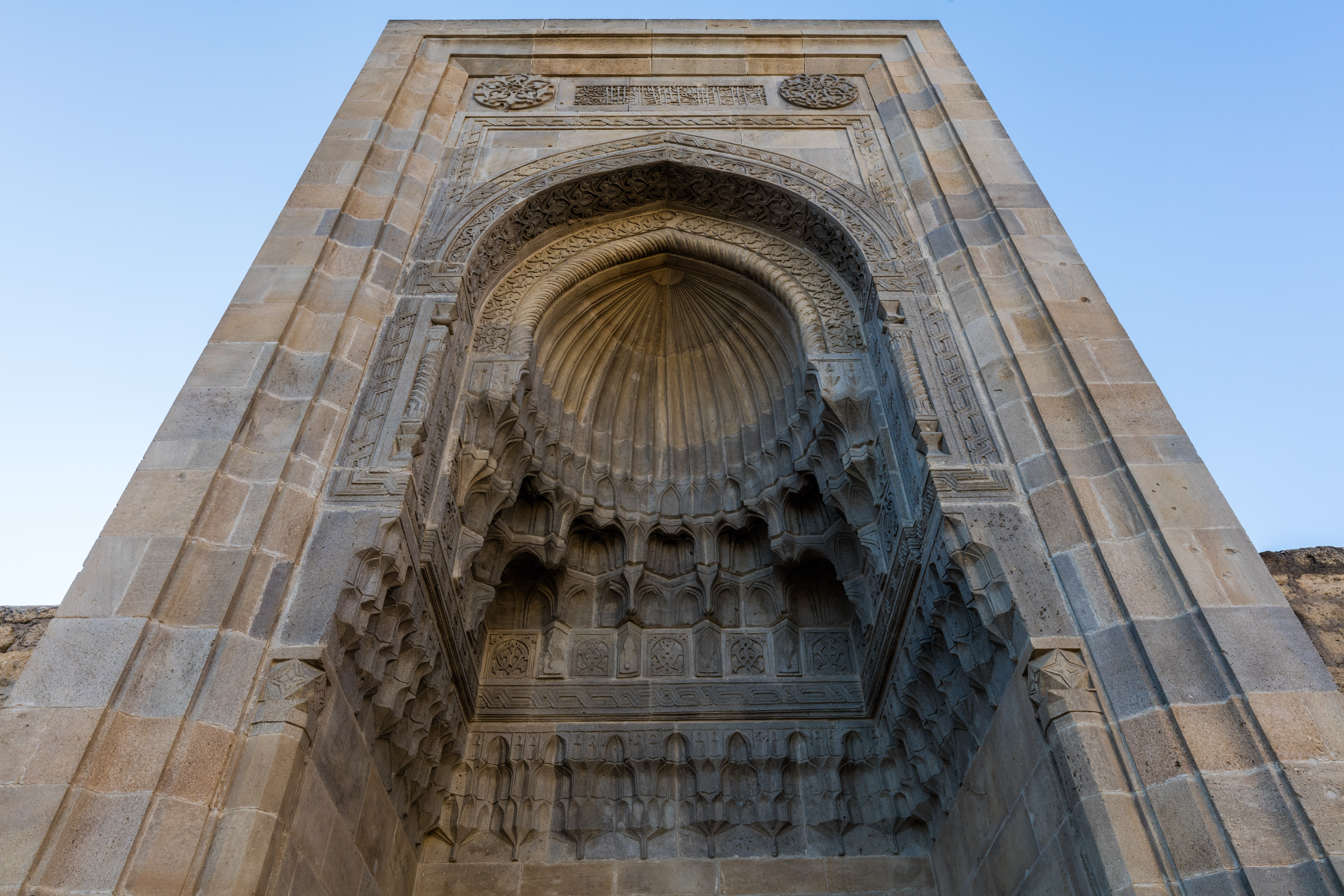
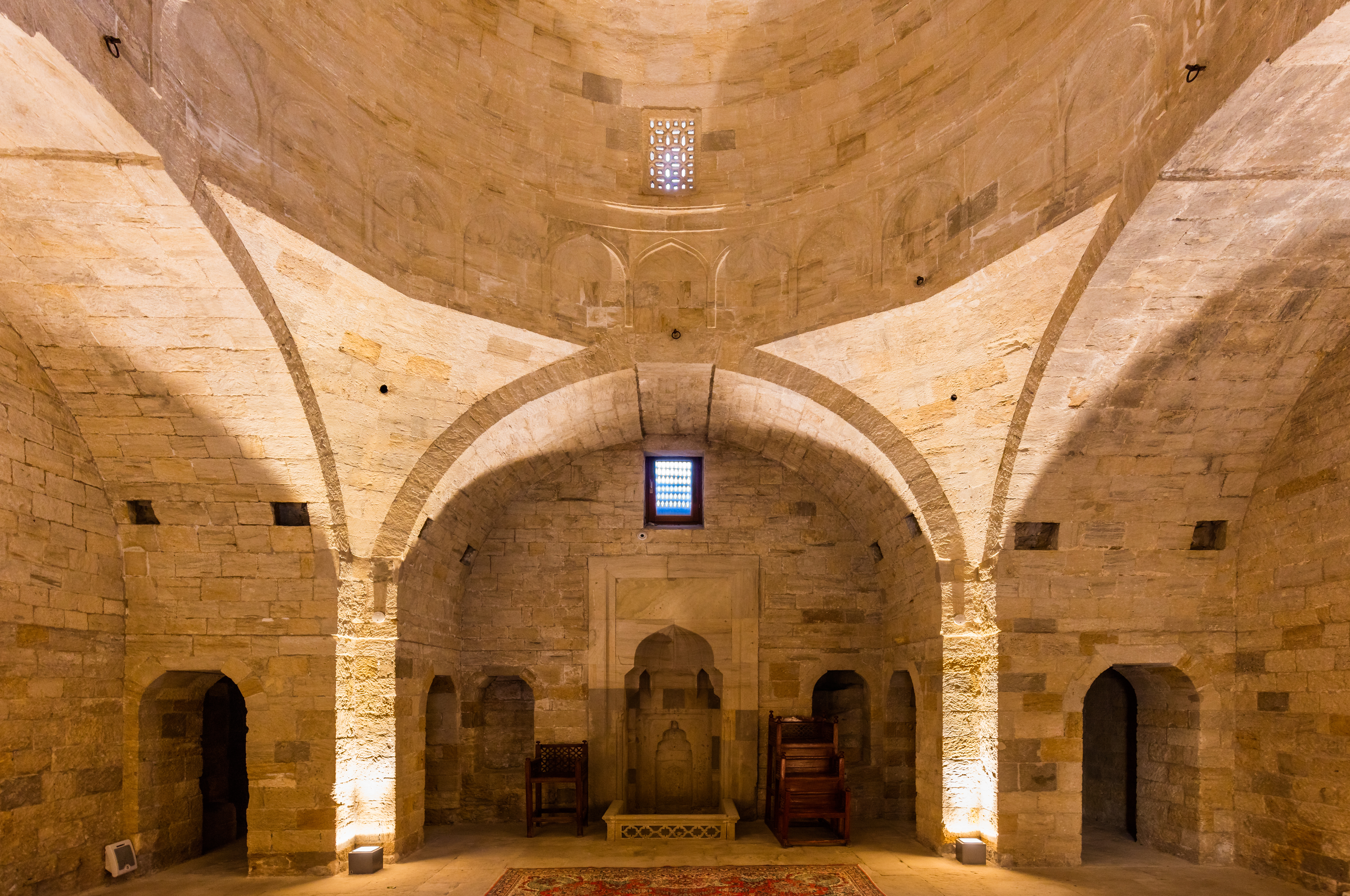
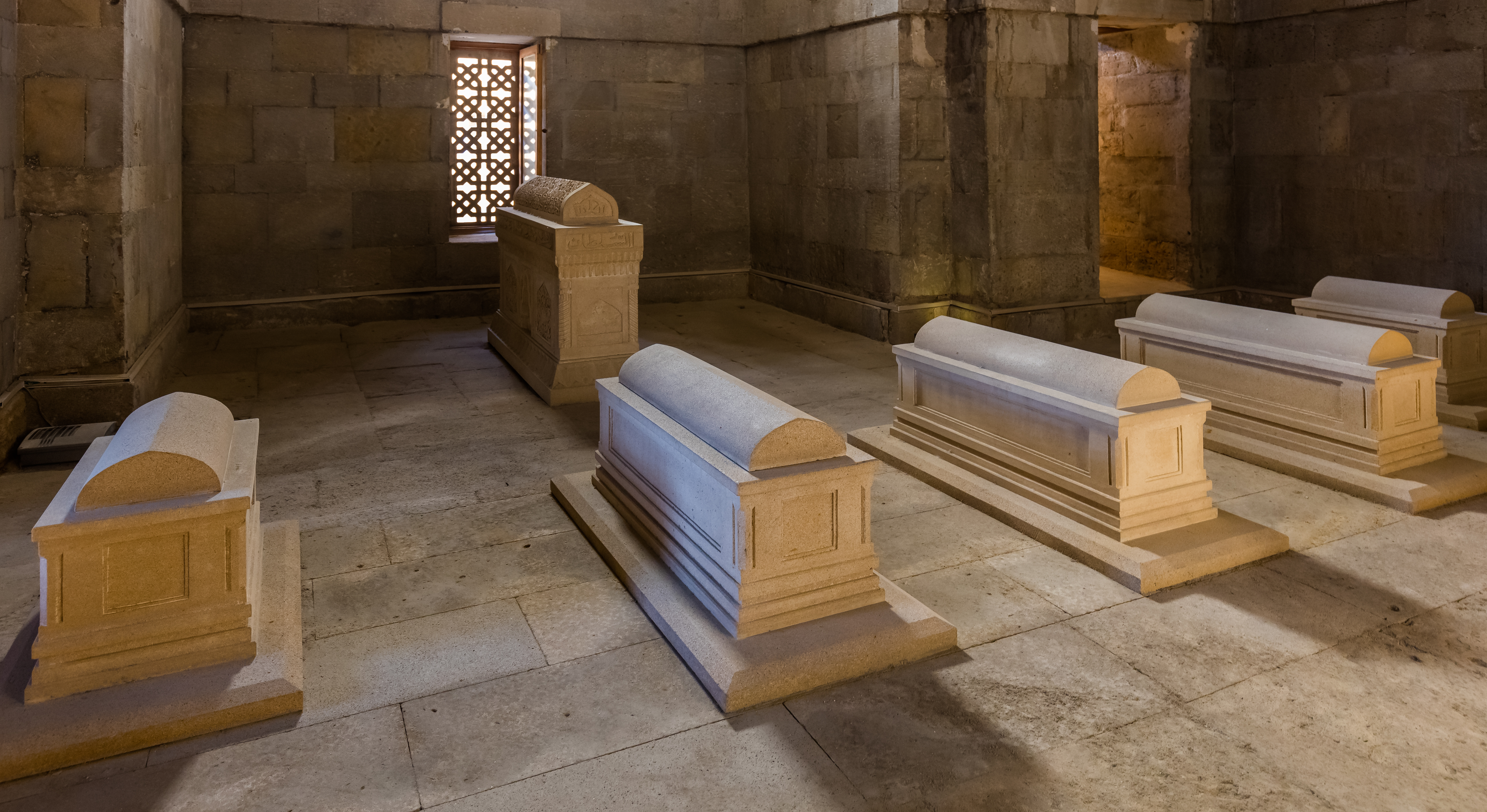
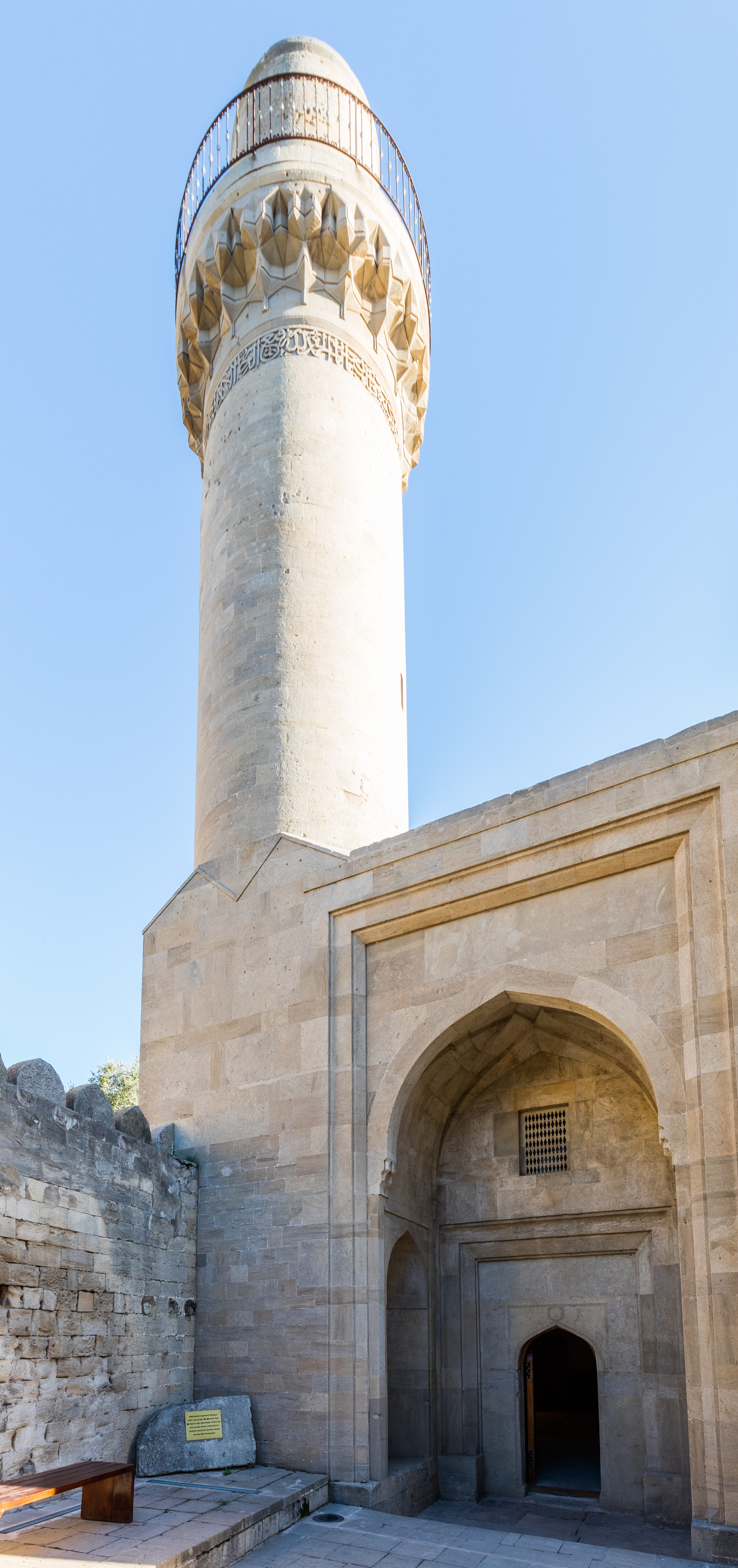
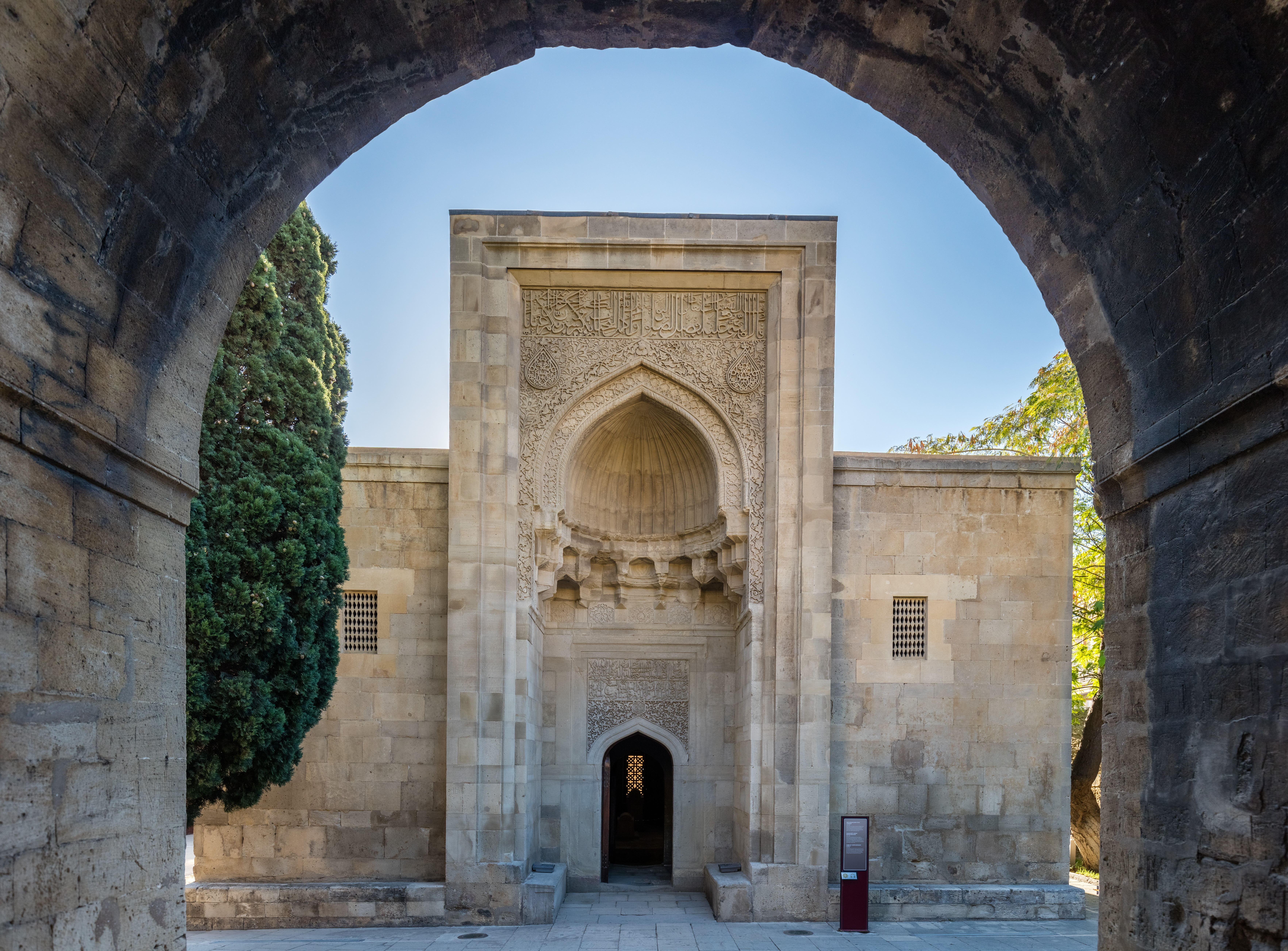
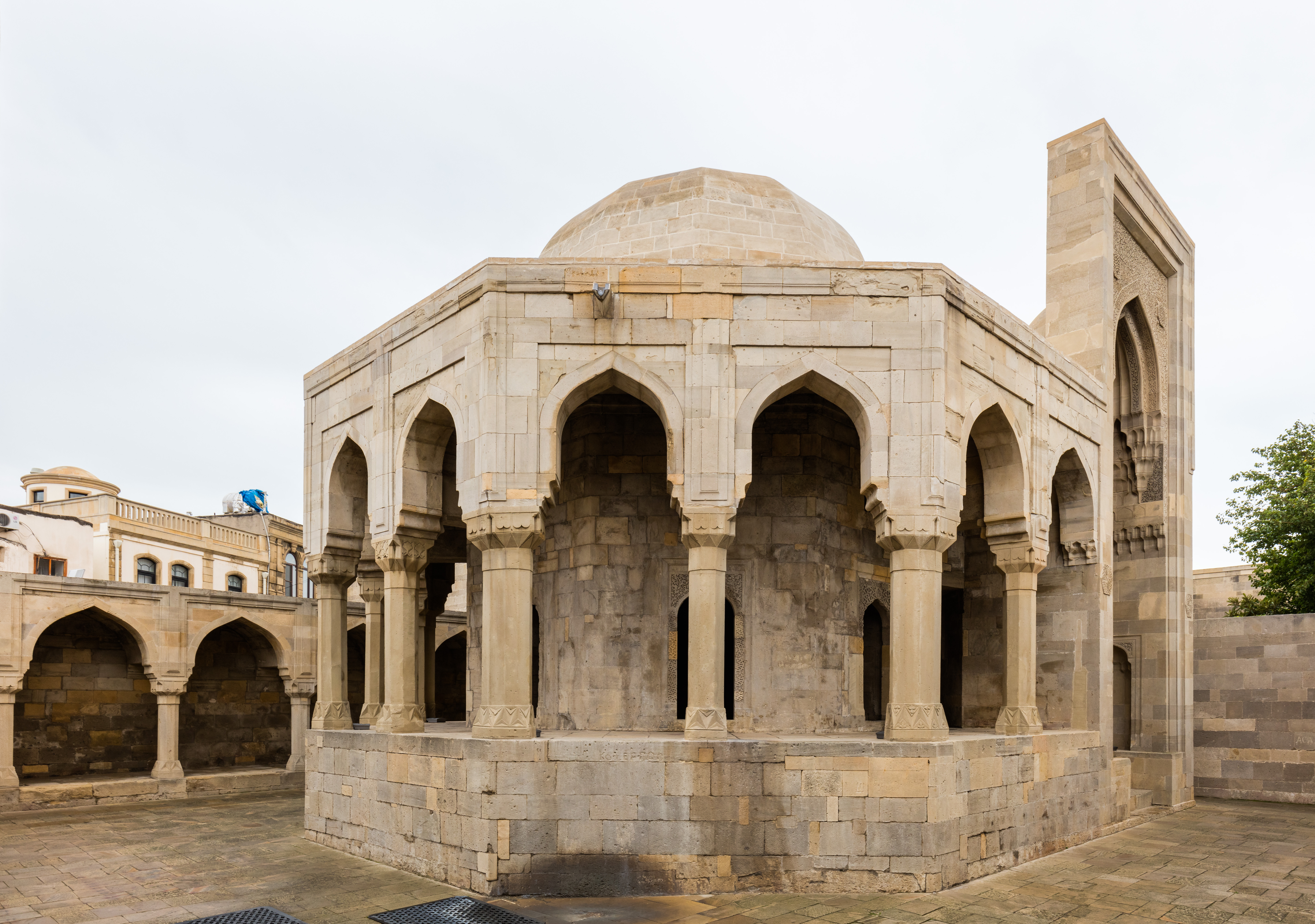
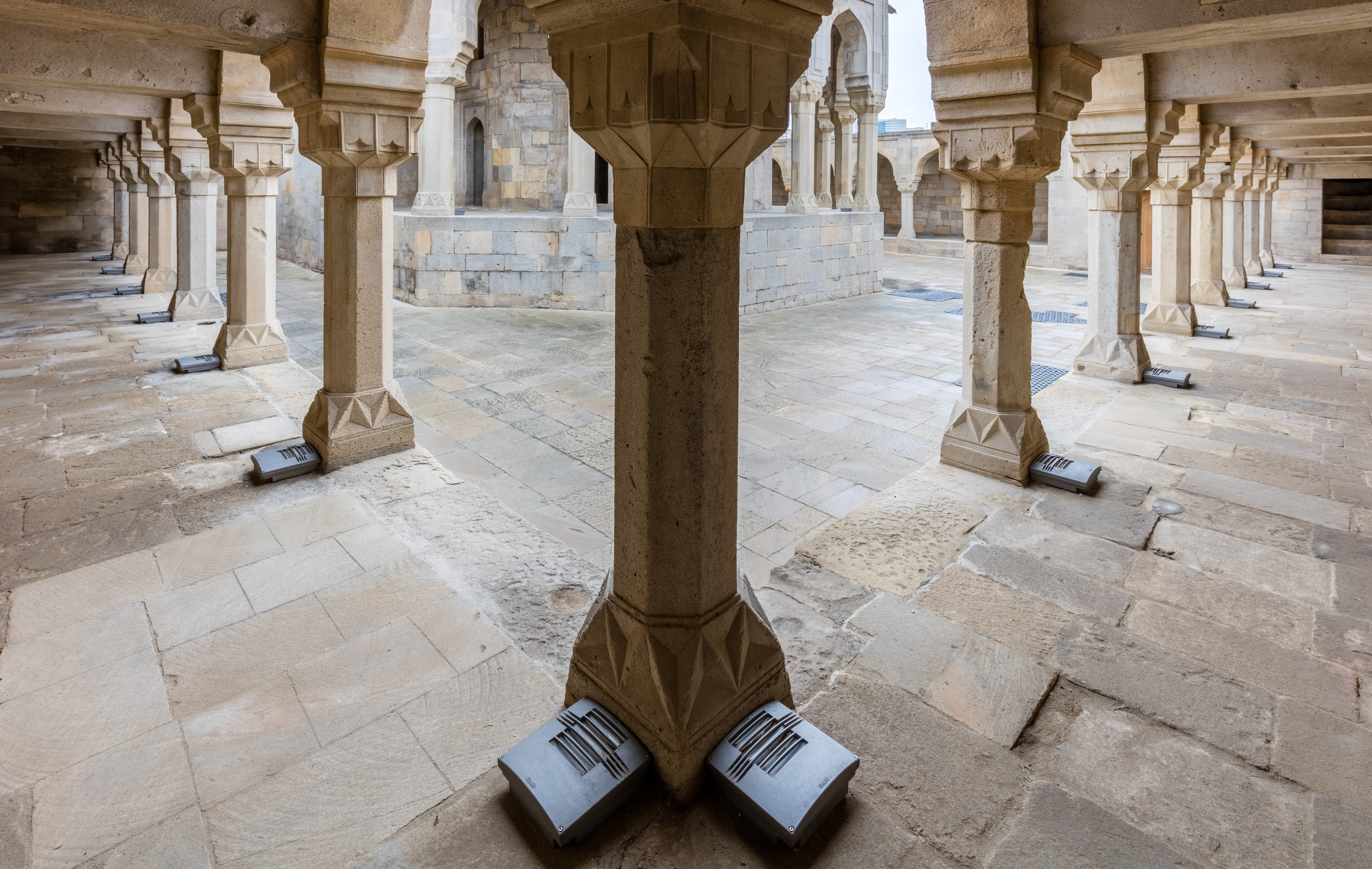
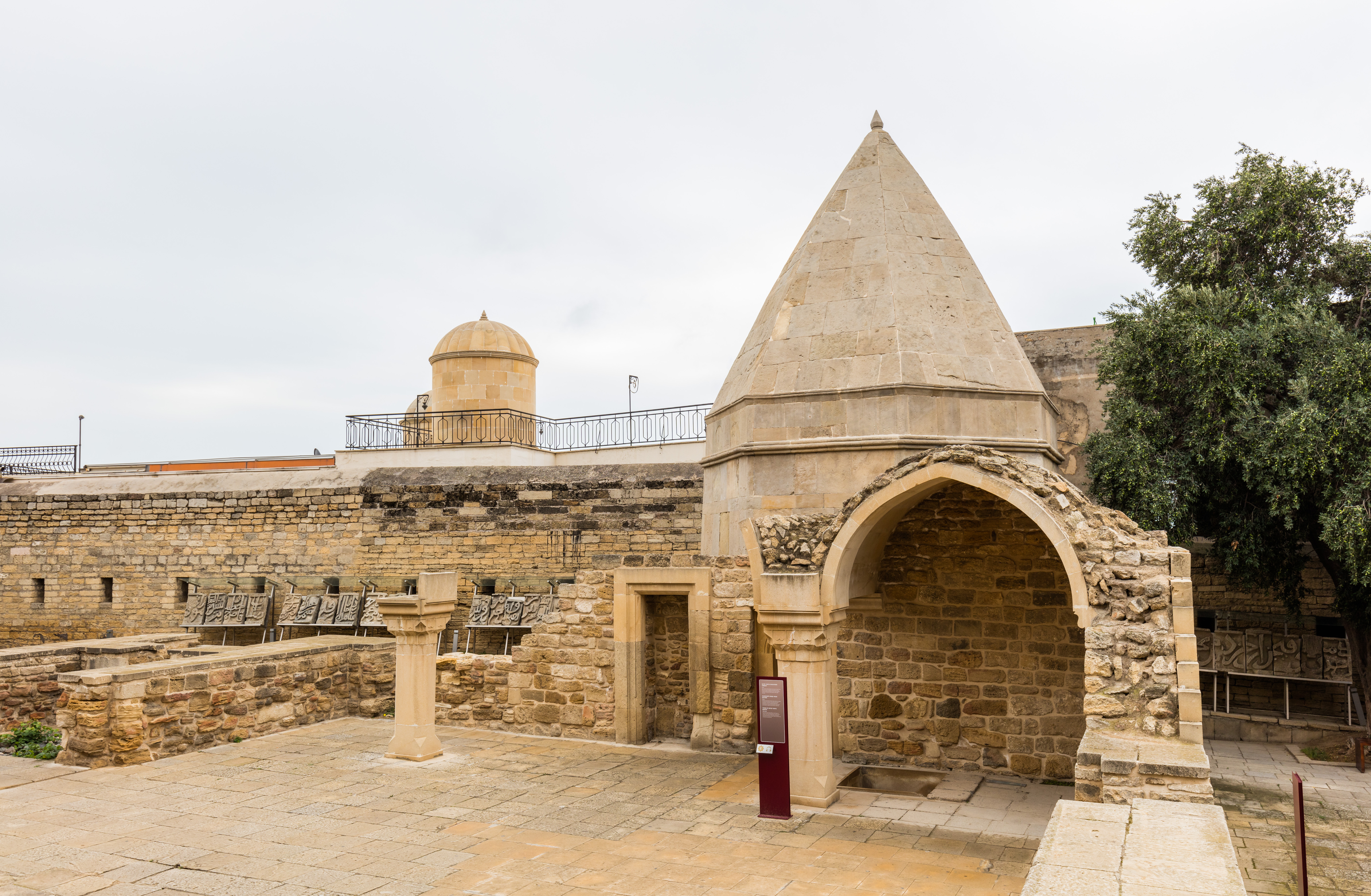